# Swayzak

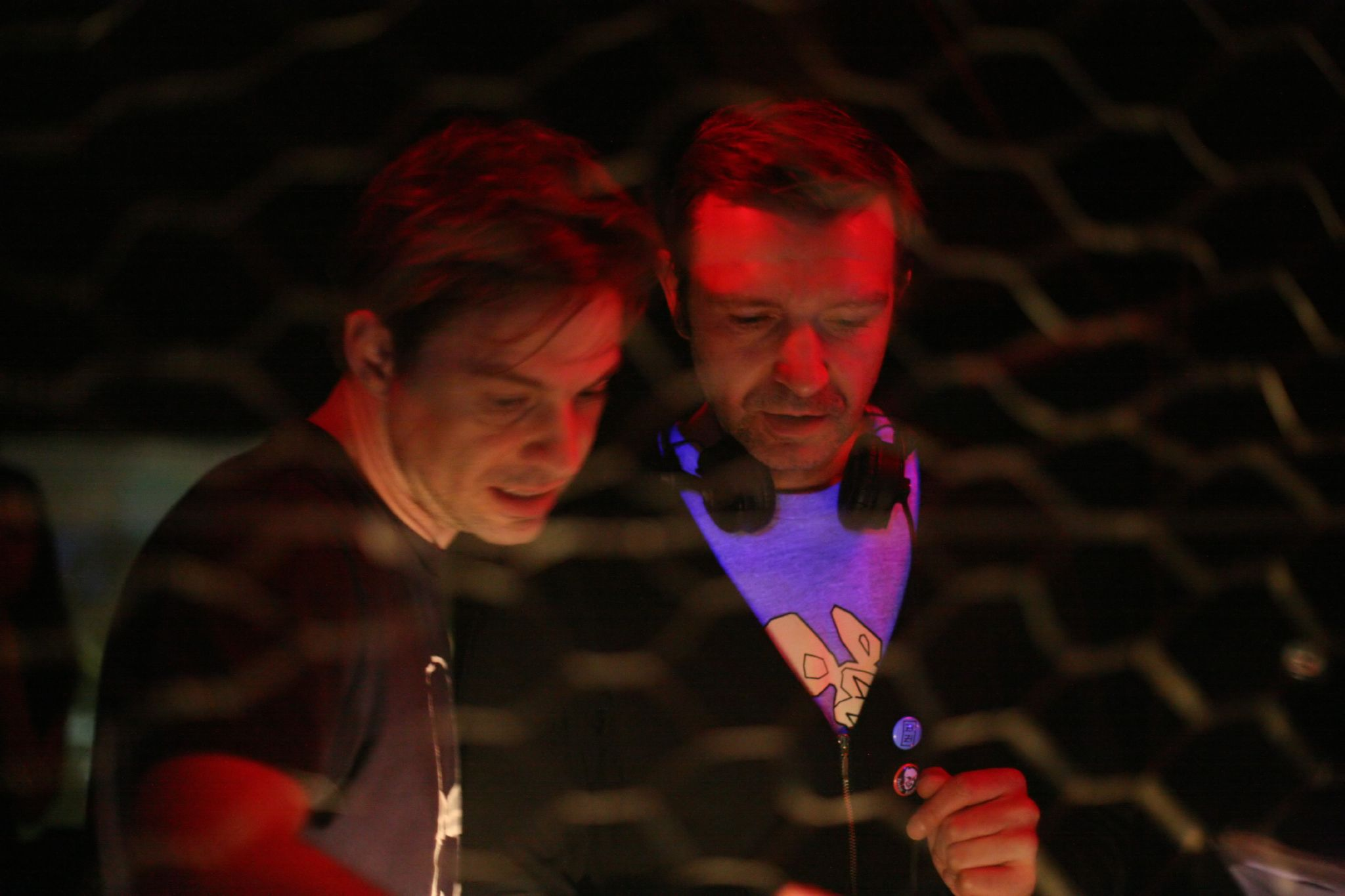
Swayzak (2007)

Swayzak ist ein Produzenten-Duo im Bereich der elektronischen Tanzmusik.
Es besteht aus den beiden Produzenten James Taylor und David Brown. Taylor ist auch unter dem Pseudonym Darkfarmer bekannt. 
Ihr Debütalbum Snowboarding In Argentina, das im Jahre 1998 beim Medicine Label erschien, wurde vom US-amerikanischen Musikmagazin Mixer zum Album des Jahres gekürt. 2000 erschien zusammen mit der Sängerin Kirsty Hawkshaw der Track State Of Grace. 2002 erschien auf dem Label K7 die Mix-Compilation Groovetechnology V 1.3. 2004 folgte Loops From The Bergerie. Zwei Jahre später wurde Route De La Slack mit Raritäten und Remixen veröffentlicht. Nur ein Jahr später kam das fünfte Album Some Other Country auf den Markt.

## Diskografie

### Alben
- Snowboarding in Argentina (1998, Pagan)
- Himawari (2000, Medicine Records)
- Groovetechnology, Vol. 1.3 (2001, K7)
- Dirty Dancing (2002, K7)
- Fabric 11 (2003, Fabric Records)
- Loops from the Bergerie (2004, K7)
- Route de La Slack (2006, !K7)
- Avantgarde // Swayzak Presents Serieculture (2006, Avantgarde)
- Some Other Country (2007, K7)
- S_W_Z_K (2012, Tresor)

### Kompilationen
- Snooploops and Sneakbeats Volume 1 (1999, Swayzak Recordings)
- Two Hundred and Forty Volts Volume 1 (1999, Swayzak Recordings)
- Snooploops and Sneakbeats Volume 2 (2000, Swayzak Recordings)
- Two Hundred and Forty Volts Volume 2 (2000, Swayzak Recordings)